# الحيي (أسماء الله الحسنى)
الحيي مشتق من الحياء، ومعناه :الذي يستحي من عبده إذا رفع إليه يديه أن يردهما صفرًا .

## في السنة النبوية
ورد الاسم في السنة النبوية ولم يرد في القرآن الكريم
- فعن يعلى بن أمية :«أن رسول الله ﷺ رأى رجلا يغتسل بالبزار بلا إزار ، فصعد المنبر ، فحمد الله وأثنى عليه ، ثم قال ﷺ : إن الله عز وجل حييٌّ ستير يحب الحياء والستر ،فإذا اغتسل أحدكم فليستتر[1]»
- وعن سلمان الفارسي عن النبي ﷺ : «إنَّ ربَّكم تبارَكَ وتعالى حيِيٌّ كريمٌ، يستحيي من عبدِهِ إذا رفعَ يديهِ إليهِ، أن يردَّهُما صِفرًا[2]»

## من الأقوال في معناه
- قال الفيروز آبادي : «وأما حياء الرب تبارك وتعالى من عبده فنوع آخر لا تدركه ولا تكيفه العقول، فإنه حياء كرم وبرّ وجود، فإنه كريم يستحي من عبده إذا رفع إليه يديه أن يردهما صفراً، ويستحي أن يعذب شيبة شابت في الإسلام.[3]»
- قال محمد خليل الهراس :«فالعبد يجاهره بالمعصية مع أنه أفقر شيء إليه، ولكن الرب سبحانه مع كمال غناه وتمام قدرته يستحي من هتك ستره وفضيحته، يحب أهل الحياء والستر من عباده، ويكره المجاهرة بالفسوق والإعلان بالفاحشة.[4]»
- وقال ابن القيم أيضًا في نونيته :